# Guerra anglo-zulu
La Guerra anglo-zulu es va produir el 1879 entre l'Imperi Britànic i els zulus. Després de la Llei Constitucional de 1867 per a la federació al Canadà, per Lord Carnarvon, es pensava que un esforç polític similar, juntament amb campanyes militars, podria tenir èxit amb els Regnes africans, les àrees tribals i les Repúbliques Bòers a Sud-àfrica. El 1874, Sir Henry Bartle Frere va ser enviat a Sud-àfrica com a Alt Comissionat perquè l'Imperi Britànic realitzés aquests plans. Entre els obstacles es trobaven els estats independents armats de la República Sud-africana i el Regne Zulu.
Frere, per iniciativa pròpia, va enviar un provocador ultimàtum l'11 de desembre de 1878 al rei zulú Cetshwayo kaMpande i després del seu rebuig va enviar Lord Chelmsford per envair el Regne Zulu. El seu últim sobirà independent, Cetshwayo kaMpande, va iniciar l'anomenada Guerra Zulu contra els britànics, que intentaven ampliar els seus interessos a la zona.
La guerra destaca per diverses batalles particularment sagnants, inclosa una victòria inicial dels zulus a la batalla d'Isandhlwana, seguida de la defensa de Rorke's Drift per una petita força britànica de l'atac d'una gran força zulu. Les tropes colonials britàniques els van derrotar en la decisiva batalla d'Ulundi, arran de la qual el territori va passar a ser una possessió britànica i va finalitzar així la independència de la nació zulu.

## Origen i desenvolupament

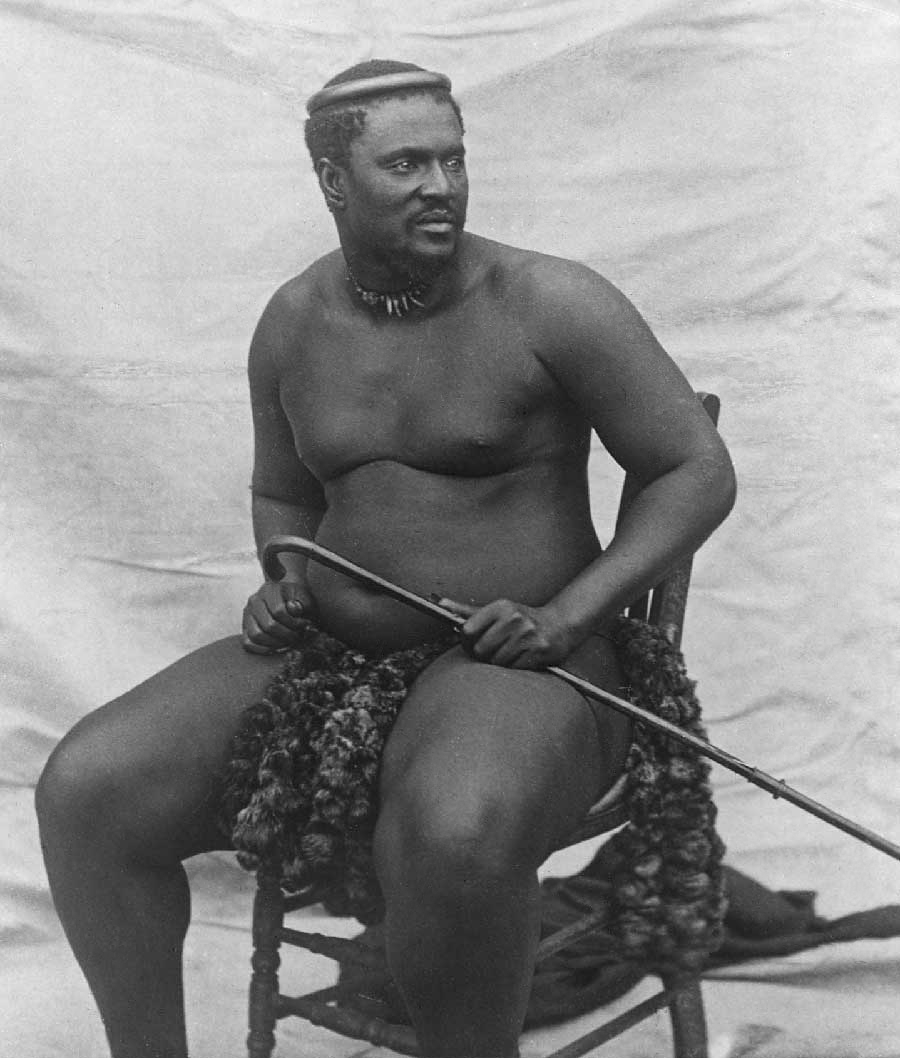
Cetshwayo, últim rei zulu.

Durant la primera meitat del segle xix, els zulus dominaven bona part del sud d'Àfrica, després d'imposar-se als Mthethwa primer i als Ndwandwe després durant el regnat del rei Shaka kaSenzangakhona. El 1852, els bòers instal·lats a la regió KwaZulu-Natal des del 1824, van obtenir del rei zulu Mpande kaSenzangakhona la propietat de la zona, i van proclamar la nova República del Transvaal en la Convenció de Sand River.

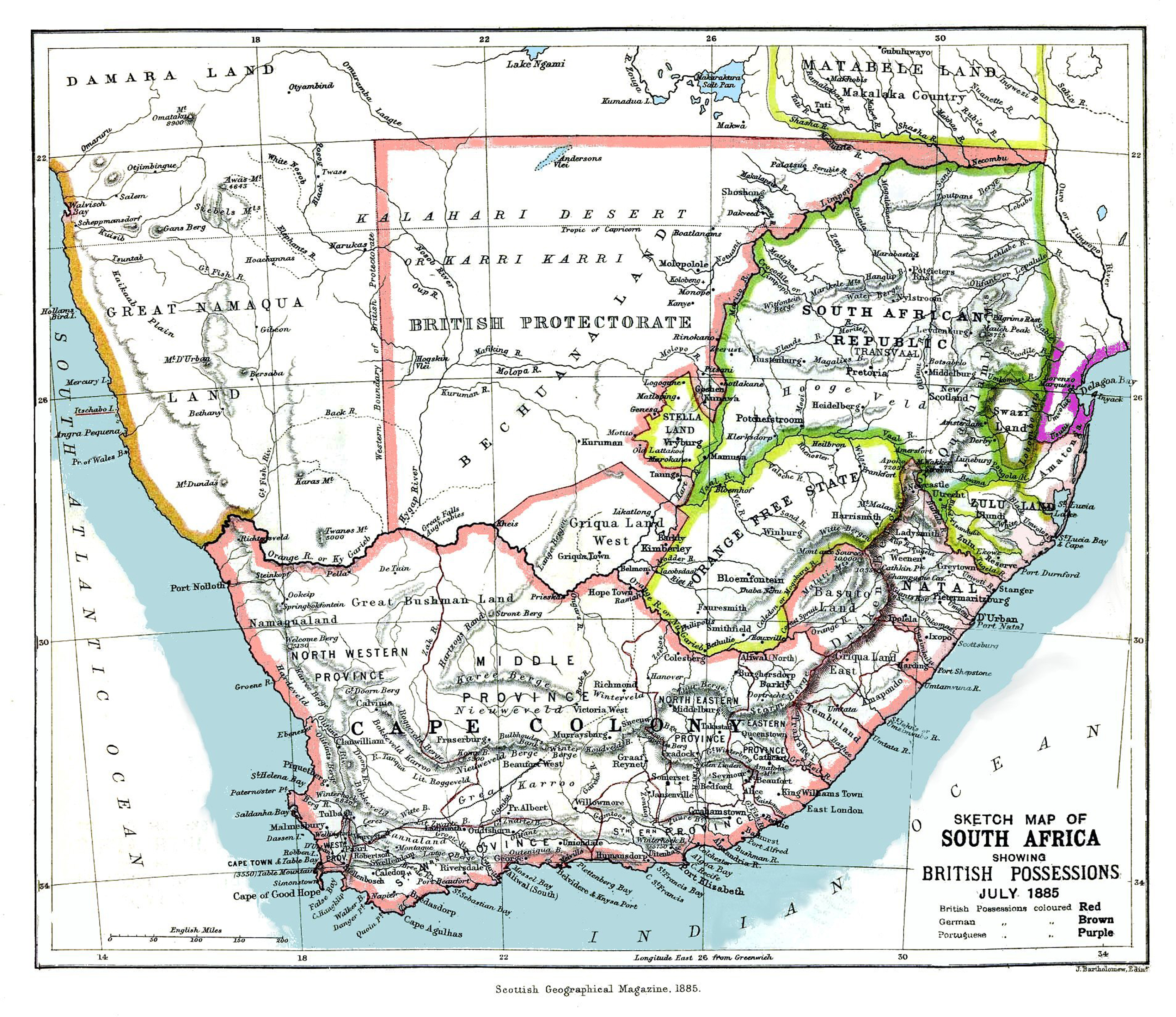
Mapa del sud d'Àfrica que mostra la Colònia del Cap, la Colònia de Natal, l'Estat Lliure d'Orange, la República del Transvaal, Basutolàndia, el Regne Zulu, la Betxuanalàndia Britànica, Griqualàndia Occidental i Oriental, i l'Àfrica Sud-occidental Alemanya

El 1856, Cetshwayo kaMpande (fill de Mpande) va començar a eliminar els seus germans per assegurar el seu ascens al tron, de manera que un d'ells, Umtonga, es va refugiar entre els bòers d'Utrecht. Després de diverses negociacions, Umtonga va ser lliurat amb condicions: que es respectés la seva vida i el control de les terres compreses entre Rorke's Drift i Pongola. Poc després es va unir amb els trekkboers al Transvaal. El 1865 Umtonga va fugir de nou, i Cetshwayo va denunciar el pacte i va exigir la devolució de terres. La tensió va créixer, i els bòers es van armar. Quan el 1872 va morir Mpande, Cetshwayo va implantar una política armamentista equipant al seu exèrcit amb armes de foc.
El 1877 Frere va ser enviat a Sud-àfrica com a Alt Comissionat, amb la missió d'organitzar una confederació d'estats (en la línia de la que s'havia implantat al Canadà), però a la que eren contràries tant la República de Transvaal com el regne Zulu. El 1877 Theophilus Shepstone va convèncer els bóers del Transvaal perquè renunciessin a la independència i fossin administrats per la corona britànica. La majoria d'ells va decidir emigrar cap al Nord, cap als territoris dels futurs Estat Lliure d'Orange i República del Transvaal. La nova colònia britànica de Natal va començar a rebre un enorme influx de colons procedents de Gran Bretanya i de l'Índia Britànica. El 1878 una comissió va intentar negociar les fronteres entre el Transvaal i el Regne Zulu, exigint als zulus que protegissin als colons o a indemnitzar-los si se n'anaven, i a desmobilitzar l'exèrcit zulu, un fet al qual Cetshwayo es va negar. Sense coneixement del govern britànic, Frere va començar una sèrie d'accions destinades a alimentar la tensió a la frontera, i va acabar enviant un ultimàtum l'11 de desembre de 1878, que va provocar la declaració de guerra l'11 de gener de 1879.

## Hostilitats

### Primera invasió

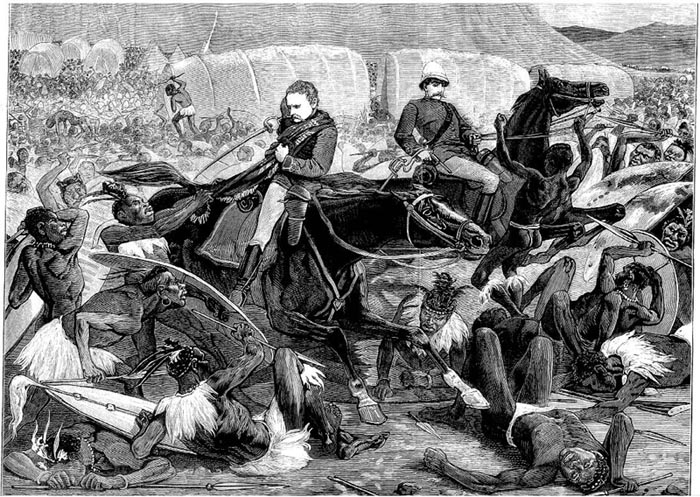
Batalla d'Isandhlwana.

El 1879 el general Frederick Augustus Thesiger, lord Chelmsford va envair des de tres punts el regne Zulu, sense autorització del govern britànic, i es va dirigir a Ulundi, la seva capital. La primera trobada entre els dos exèrcits va ser la batalla d'Isandhlwana, en la qual el 22 de gener la columna central britànica va ser massacrada pels zulus liderats per Cetshwayo kaMpande, la qual cosa va suposar la primera derrota dels britànics a Àfrica i la més grossa mai soferta per l'exèrcit britànic a mans d'un enemic tecnològicament inferior, el seu campament aniquilat i la pèrdua de tots els seus subministraments, municions i transport. La derrota no va deixar a Chelmsford més remei que retirar-se precipitadament del Regne Zulu, i després de la batalla, un grup d'unes 4.000 reserves zulús van atacar una propera missió religiosa que fou defensada amb èxit per 150 soldats britànics a la batalla de Rorke's Drift, considerada una de les defenses d'una plaça forta més destacades de la història militar britànica. La columna de Charles Pearson havia rebut l'ordre d'establir una base avançada a Eshowe abans de continuar l'avanç cap a Ulundi, però va quedar assetjada a Eshowe. La segona columna anglesa havia d'ocupar el nord-oest del Regne Zulu, acampant a Tinta's Kraal, però les notícies del desastre d'Isandhlwana van portar al seu comandant a retirar-se.

### Segona invasió
Cetshwayo no va travessar la frontera, i es va limitar a una guerra defensiva. Chelmsford va reagrupar forces amb la intenció d'alliberar Charles Pearson del Setge d'Eshowe, motiu pel qual el govern britànic va enviar set regiments juntament amb dues bateries d'artilleria. Una columna amb 5.700 homes, sota el comandament de Chelmsford, va marxar a Eshowe, i es va atrinxerar cada nit. El 2 d'abril va ser atacada en el camí de Gingingdlovu però va repel·lir l'agressió, i van alliberar l'endemà als homes de Pearson. Van evacuar Eshowe el 5 d'abril. Tropes comandades per sir Evelyn Wood van atacar Hlobane, però l'exèrcit zulu les va dispersar. A més de la pèrdua del contingent africà (que va desertar) hi va haver 100 morts entre els 400 europeus contractats. L'endemà, 25.000 guerrers zulus van atacar un campament amb 2.068 homes en Kambula, que va resistir cinc hores fins que els zulus es van retirar. Resultà ser una batalla decisiva.

## Derrota zulu
Malgrat els seus èxits en Kambula, Gingingdlovu i Eshowe, els britànics no havien avançat. Chelmsford desitjava infligir una derrota total a les forces de Cetshwayo abans de ser rellevat del comandament, de manera que va rellançar la invasió al juny amb noves forces. Cetshwayo, sabent que l'exèrcit britànic ara reforçat seria un opositor formidable, va procurar negociar un tractat de pau. Chelmsford no volia negociacions i va avançar tan ràpidament com podia cap al kraal reial d'Ulundi, amb el propòsit de destruir l'exèrcit principal Zulu. El 4 de juliol ambdós exèrcits es van trobar en la batalla d'Ulundi, i les forces de Cetshwayo van ser derrotades.

## Conseqüències
Després d'aquesta batalla i amb l'exèrcit dispersat, la majoria dels caps zulus es van rendir, mentre Cetshwayo fugia. El 28 d'agost el van capturar i va ser enviat a Ciutat del Cap. Va ser deposat formalment i el país Zulu es va repartir entre onze caps, inclòs Cetshwayo i un dels seus fills (Usibepu), a John Dunn (un aventurer blanc) i Hlubi, un cap basuto que havia servit als anglesos.
Chelmsford va rebre una Gran Creu de Cavaller de Bath, en gran part a causa d'Ulundi. Tanmateix, va ser severament criticat per la investigació de Horse Guards i no tornaria a servir mai més al camp. Sir Henry Bartle Frere va ser relegat a un càrrec menor a Ciutat del Cap.
Sir Garnet Wolseley, el substitut de Lord Chelmsford, va nomenar un resident que havia de ser el canal de comunicació entre els caps i el govern britànic. Aquest acord va portar disturbis, i el 1882 el govern britànic va decidir reposar Cetshwayo en el poder. Usibepu es va revoltar, i el 22 de juliol de 1883 va atacar Ulundi. El rei va escapar ferit i es va traslladar a Eshowe, on va morir poc després, el 8 de febrer de 1884.